# Alejandra Forlán
Alejandra Forlán (Montevideo, 1974), é uma psicóloga, conferencista e activista uruguaia. Filha de Pilar Corazo e Pablo Forlán, é irmã do futebolista Diego Forlán. Estudou psicologia na Universidade Católica do Uruguai e tem um mestrado em consultoria e recursos humanos na Universidade das Ilhas Baleares, onde trabalhava com adolescentes. Obteve seu diploma como a primeira agente mulher de FIFA de Uruguai.
A 14 de setembro de 1991, Alejandra Forlán e seu noivo Gonzalo voltavam de carro depois de dançar numa madrugada de chuva. O jovem chocou e faleceu no instante, nenhum dos dois tinha o cinto de segurança posto. Depois do impacto ela se deu conta de que não podia mover seu corpo, tinha 17 anos. Depois de meses em reabilitação sofrendo lesões que lhe produziram sequelas irreversíveis ficou paraplégica, mas conseguiu seguir em frente.
A 24 de março de 2009 criou a Fundação Alejandra Forlán, uma organização sem fins de lucro com sede em Montevideo, que tem como objectivo principal promover e igualar os direitos das pessoas com capacidades diferentes, trabalhar na prevenção de acidentes de trânsito e criar instâncias de apoio para pessoas com limitações.
De 2010 a 1 de março de 2015, foi vice-presidente da Unidad Nacional de Seguridad Vial (Unasev) do Uruguai.

## Prémios
- 2011, Prémio Dia Internacional da Mulher por sua contribuição à sociedade, pela Junta Departamental de Montevideo.[8]
- 2013, Prémio Mulher do Ano, pelo voluntariado social.[9]